# 崇謙
崇謙（1833年—1866年），字撝堂，号益菴，季氏，满洲正蓝旗人。道光己酉举人，咸丰庚申进士。后任翰林院庶吉士，散馆后任广西马平县知县。

## 家庭
- 曾祖季鈵，湖北江陵知县；
- 祖明山，广州海防同知；
- 胞伯祖積善，四川、湖北知县；
- 父吉泰，嘉庆丁丑进士，湖南永顺府知府；
- 伯父逢泰，道光乙未举人、昇泰，道光辛巳举人，湖北江夏知县；
- 嫡堂兄崇文，咸丰庚申兄弟同榜进士，户部主事；
- 妻张氏，嘉庆庚辰进士張擴廷之女；[2]
- 从堂侄芳镇，光绪壬辰进士。